# بطولة أمريكا الجنوبية لألعاب القوى 1956
بطولة أمريكا الجنوبية لألعاب القوى 1956 هي النسخة الـ 19 من بطولة أمريكا الجنوبية لألعاب القوى. أقيمت في سانتياغو بتشيلي. تصدرت الأرجنتين جدول الميداليات برصيد 30 ميدالية منها 10 ذهبية.

## جدول الميداليات
| الترتيب | منتخب      | ذهبية | فضية | برونزية | المجموع |
| ------- | ---------- | ----- | ---- | ------- | ------- |
| 1       | الأرجنتين  | 10    | 11   | 9       | 30      |
| 2       | تشيلي      | 9     | 12   | 8       | 29      |
| 3       | البرازيل   | 7     | 4    | 13      | 24      |
| 4       | كولومبيا   | 3     | 3    | 1       | 7       |
| 5       | بيرو       | 1     | 1    | 2       | 4       |
| 6       | الأوروغواي | 1     | 0    | 0       | 1       |